# Storsteinnes
Storsteinnes este o localitate din comuna Balsfjord, provincia Troms, Norvegia, cu o suprafață de 1,12 km² și o populație de 998 locuitori (2013).